# Melittia volatilis
Melittia volatilis is een vlinder uit de familie wespvlinders (Sesiidae), onderfamilie Sesiinae.
Melittia volatilis is voor het eerst wetenschappelijk beschreven door Swinhoe in 1890. De soort komt voor in het Oriëntaals gebied.